# Cyclosorus opulentus
Cyclosorus opulentus là một loài dương xỉ trong họ Thelypteridaceae. Loài này được Kaulf. Nakaike mô tả khoa học đầu tiên năm 1975.